# Richard Grey, III conde de Kent
Richard Grey, III conde de Kent (1481 – 3 de mayo de 1524) fue un par inglés.

## Familia
Era el hijo de George Grey, II conde de Kent, y su primera esposa, Anne Woodville. Sus abuelos maternos eran Ricardo Woodville, I conde de Rivers y Jacquetta de Luxemburgo, por tanto era sobrino de Elizabeth Woodville.
Su padre se casó por segunda vez con Catherine Herbert, quien le dio varios medio hermanos, como Henry Grey, IV conde de Kent. Su madre estuvo casada anteriormente con William Bourchier, vizconde de Bourchier, con quien tuvo hijos como Henry Bourchier, II conde de Essex y Cecily Bourchier; Cecily fue madre de Walter Devereux, I vizconde de Hereford.

## Matrimonios
Richard se casó en dos ocasiones: En primer lugar con Elizabeth Hussey, hija del letrado William Hussey, Lord Predisente de Justicia de Inglaterra y Gales (1481 - 1595), y Elizabeth Berkeley. Su segunda mujer fue Margaret Fynche, hija de James Fynche. No se conocen hijos de ninguno de estos matrimonios.

## Vida
En 1505, fue nombrado caballero de la Orden de la Jarretera junto a Henry Stafford, I conde de Wiltshire.
Richard se endeudó seriamente, probablemente por problemas de juego, lo que le forzó a alienar la mayor parte de sus vienes. Buena parte de estos terminaron en maos de la corona, por lo que los historiadores discrepan sobre la implicación de este hecho en las relaciones de Enrique VII con la aristocracia.
Richard murió sin hijos y fue sucedido en el condado por su medio-hermano Henry, quien trató de levantar el patrimonio familiar a pesar de tener que vivir como un caballero modesto, sin poder tomar formalmente el título.
- Datos: Q7326077